# سان پیترو آولانا
سان پیترو آولانا (به ایتالیایی: San Pietro Avellana) یک کومونه در ایتالیا است که در استان ایسرنیا واقع شده‌است. سان پیترو آولانا ۴۵٫۰ کیلومتر مربع مساحت و ۶۳۰ نفر جمعیت دارد و ۹۶۰ متر بالاتر از سطح دریا واقع شده‌است.